# Charlie Creed-Miles
Charlie Creed-Miles (Nottingham, 24 de março de 1972) é um ator e musicista britânico.